# Casa Dolors Ratés
La Casa Dolors Ratés, vídua Vega o Germanes Hospitalàries, és un edifici del municipi de la Garriga (Vallès Oriental) que forma part de l'Inventari del Patrimoni Arquitectònic de Catalunya.

## Descripció
És un edifici civil, un habitatge unifamiliar aïllat. Consta de soterrani, planta baixa i pis. Façanes estucades amb sortints de carreu. Obertures encerclades amb vessants d'aigua a la llinda. A la planta pis hi ha una arcuació limitada per pilastres que sobresurten perpendicularment i suporten, juntament amb les mènsules, el ràfec damunt el qual hi ha el frontó, esgrafiat amb motius vegetals. A la resta d'obertures hi ha finestres geminades amb pilastres centrals coronades per capitell. La coberta és plana.

## Història
L'any 1968 s'adossà un petit cos destinat a capella. L'any 1974 s'amplià la residència, edificant una nova ala junt al carrer Cardedeu i adossada a l'antic edifici. La comunicació vertical d'unió d'ambdós edificis està situada a l'edifici reformat, conservant la façana.